# کوان یی فونگ
کوان یی فونگ (انگلیسی: Quan Yi Fong؛ زادهٔ ۱ مارس ۱۹۷۴) بازیگر اهل تایوان است. وی از سال ۱۹۹۱ میلادی تاکنون مشغول فعالیت بوده است.